# Evezős világbajnokok listája

Az alábbi táblázatok az evezés világbajnokait tartalmazzák.

## Férfiak

### Egypár-, kétpár- és négypárevezős
| Év, helyszín         | Egypárevezős (M1x)  | Egypárevezős (M1x) | Kétpárevezős (M2x)                      | Kétpárevezős (M2x) | Négypárevezős (M4x)                                                           | Négypárevezős (M4x) |
| 1962 Luzern          | Vjacseszlav Ivanov  | Szovjetunió        | René Duhamel, Bernard Monnereau         | Franciaország      |                                                                               |                     |
| 1966 Bled            | Don Spero           | USA                | Melchior Bürgin, Martin Studach         | Svájc              |                                                                               |                     |
| 1970 St. Catharines  | Alberto Demiddi     | Argentína          | Jörgen Engelbrecht, Niels Secher        | Dánia              |                                                                               |                     |
| 1974 Luzern          | Wolfgang Hönig      | NDK                | Christof Kreuziger, Hans-Ulrich Schmied | NDK                | Joachim Dreifke, Götz Dräger, Rüdiger Reiche, Jürgen Bertow                   | NDK                 |
| 1975 Nottingham      | Peter-Michael Kolbe | NSZK               | Alf Hansen, Frank Hansen                | Norvégia           | Stefan Weisse, Wolfgang Güldenpfennig, Wolfgang Hönig, Christof Kreuziger     | NDK                 |
| 1977 Amszterdam      | Joachim Dreifke     | NDK                | Chris Baillieu, Michael Hart            | Nagy-Britannia     | Wolfgang Güldenpfennig, Karl-Heinz Bussert, Martin Winter, Frank Dundr        | NDK                 |
| 1978 Karapiro        | Peter-Michael Kolbe | NSZK               | Alf Hansen, Frank Hansen                | Norvégia           | Joachim Dreifke, Karl-Heinz Bussert, Martin Winter, Frank Dundr               | NDK                 |
| 1979 Bled            | Pertti Karppinen    | Finnország         | Alf Hansen, Frank Hansen                | Norvégia           | Peter Kersten, Klaus Kröppelien, Karl-Heinz Bussert, Joachim Dreifke          | NDK                 |
| 1981 München         | Peter-Michael Kolbe | NSZK               | Klaus Kröppelien, Joachim Dreifke       | NDK                | Peter Kersten, Karl-Heinz Bussert, Uwe Heppner, Martin Winter                 | NDK                 |
| 1982 Luzern          | Rüdiger Reiche      | NDK                | Rolf Bent Thorsen, Alf Hansen           | Norvégia           | Karl-Heinz Bussert, Uwe Mund, Martin Winter, Uwe Heppner                      | NDK                 |
| 1983 Duisburg        | Peter-Michael Kolbe | NSZK               | Thomas Lange, Uwe Heppner               | NDK                | Albert Hedderich, Raimund Hörmann, Dieter Wiedenmann, Michael Dürsch          | NSZK                |
| 1985 Hazewinkel      | Pertti Karppinen    | Finnország         | Thomas Lange, Uwe Heppner               | NDK                | Doug Hamilton, Robert Mills, Paul Douma, Mel la Forme                         | Kanada              |
| 1986 Nottingham      | Peter-Michael Kolbe | NSZK               | Alberto Belgeri, Igor Pescialli         | Olaszország        | Vitalij Dosszenko, Sergej Kinjakin, Mihail Ivanov, Igor Korvo                 | Szovjetunió         |
| 1987 Koppenhága      | Thomas Lange        | NDK                | Vaszil Radev, Danatil Jordanov          | Bulgária           | Vitalij Dosszenko, Szergej Kinjakin, Mihail Ivanov, Igor Korvo                | Szovjetunió         |
| 1989 Bled            | Thomas Lange        | NDK                | Lars Bjøness, Rolf Bent Thorsen         | Norvégia           | Hans Kelderman, Koos Maasdijk, Herman van der Eerenbrecht, Rutger Arisz       | Hollandia           |
| 1990 Lake Barrington | Jurij Janszon       | Szovjetunió        | Christoph Zerbst, Arnold Jonke          | Ausztria           | Girtsz Vilksz, Nyikolaj Csuprina, Szergej Kinjakin, Valerij Dosszenko         | Szovjetunió         |
| 1991 Bécs            | Thomas Lange        | Németország        | Henk-Jan Zwolle, Nicolaas Rienks        | Hollandia          | Girtsz Vilksz, Nyikolaj Csuprina, Szergej Kinjakin, Valerij Dosszenko         | Szovjetunió         |
| 1993 Racice          | Derek Porter        | Kanada             | Yves Lamargue, Samuel Barathay          | Franciaország      | André Steiner, Andreas Hajek, Stephan Volkert, André Willms                   | Németország         |
| 1994 Indianapolis    | André Willms        | Németország        | Rolf Bent Thorsen, Lars Bjøness         | Norvégia           | Massimo Paradiso, Alessio Sartori, Rossano Galtarossa, Alessandro Corona      | Olaszország         |
| 1995 Tampere         | Iztok Cop           | Szlovénia          | Lars Christensen, Martin Haldbo Hansen  | Dánia              | Massimo Paradiso, Alessio Sartori, Rossano Galtarossa, Alessandro Corona      | Olaszország         |
| 1997 Aiguebelette    | James Coven         | USA                | Stephan Volkert, Andreas Hajek          | Németország        | Giovanni Calabrese, Rossano Galtarossa, Agostino Abbagnale, Alessandro Corona | Olaszország         |
| 1998 Köln            | Rob Waddell         | Új-Zéland          | Stephan Volkert, Andreas Hajek          | Németország        | Alessio Sartori, Rossano Galtarossa, Agostino Abbagnale, Alessandro Corona    | Olaszország         |
| 1999 St. Catharines  | Rob Waddell         | Új-Zéland          | Luka Spik, Iztok Cop                    | Szlovénia          | Andreas Hajek, Marco Geisler, Stephan Volkert, André Willms                   | Németország         |
| 2001 Luzern          | Olaf Tufte          | Norvégia           | Haller Ákos, Pető Tibor                 | Magyarország       | Christian Schreiber, André Willms, Marco Geisler, Andreas Hajek               | Németország         |
| 2002 Sevilla         | Marcel Hacker       | Németország        | Haller Ákos, Pető Tibor                 | Magyarország       | Rene Bertram, Stephan Volkert, Marco Geisler, Robert Sens                     | Németország         |
| 2003 Milánó          | Olaf Tufte          | Norvégia           | Sebastien Vieilledent, Adrien Hardy     | Franciaország      | Andre Willms, Stephan Volkert, Marco Geisler, Robert Sens                     | Németország         |
| 2005 Gifu            | Mahe Drysdale       | Új-Zéland          | Luka Spik, Iztok Cop                    | Szlovénia          | Konrad Wasielewski, Marek Kolbowicz, Michal Jelinski, Adam Korol              | Lengyelország       |
| 2006 Eton            | Mahe Drysdale       | Új-Zéland          | Jean-Baptiste Macquet, Adrien Hardy     | Franciaország      | Konrad Wasielewski, Marek Kolbowicz, Michal Jelinski, Adam Korol              | Lengyelország       |
| 2007 München         | Mahe Drysdale       | Új-Zéland          | Luka Spik, Iztok Cop                    | Szlovénia          | Konrad Wasielewski, Marek Kolbowicz, Michal Jelinski, Adam Korol              | Lengyelország       |
| 2009 Poznań          | Mahe Drysdale       | Új-Zéland          | Erik Knittel, Stephan Krüger            | Németország        | Konrad Wasielewski, Marek Kolbowicz, Michal Jelinski, Adam Korol              | Lengyelország       |
| 2010 Karapiro        | Ondrej Synek        | Csehország         | Nathan Cohen, Joseph Sullivan           | Új-Zéland          | David Sain, Martin Sinkovic, Damir Martin, Valent Sinkovic                    | Horvátország        |
| 2011 Bled            | Mahe Drysdale       | Új-Zéland          | Nathan Cohen, Joseph Sullivan           | Új-Zéland          | Christopher Morgan, James McRae, Karsten Forsterling, Daniel Noonan           | Ausztrália          |
| 2012 Plovdiv         | *                   |                    | *                                       |                    | *                                                                             |                     |
| 2013 Chungju         |                     |                    |                                         |                    |                                                                               |                     |

*: 2012-ben csak a nem olimpiai számokban hirdettek bajnokot.

### Kormányos nélküli és kormányos kétevezős, kormányos nélküli négyevezős
| Év, helyszín         | Kormányos nélküli kétevezős (M2–)        | Kormányos nélküli kétevezős (M2–) | Kormányos kétevezős (M2+)                                          | Kormányos kétevezős (M2+) | Kormányos nélküli négyevezős (M4–)                                                   | Kormányos nélküli négyevezős (M4–) |
| 1962 Luzern          | Dieter Bender, Günther Zumkeller         | NSZK                              | Wolfgang Neuss, Klaus-Günther Jordan, Frank Steinhäuser            | NSZK                      | Gerd Wolter, Dagobert Tometschek, Peter Paustian, Christian Prey                     | NSZK                               |
| 1966 Bled            | Peter Kremtz, Roland Göhler              | NDK                               | Hadriaan van Nes, Jan van de Graaff, P. de Maan                    | Hollandia                 | Frank Forberger, Frank Rühle, Dieter Grahn, Dieter Schubert                          | NDK                                |
| 1970 St. Catharines  | Peter Gorny, Werner Klatt                | NDK                               | Stefan Tudor, Petre Ceapura, Ladislau Lovrenschi                   | Románia                   | Frank Forberger, Frank Rühle, Dieter Grahn, Dieter Schubert                          | NDK                                |
| 1974 Luzern          | Bernd Landvoigt, Jörg Landvoigt          | NDK                               | Vlagyimir Jezsinov, Nyikolaj Ivanov, Alekszandr Lukjanov           | Szovjetunió               | Siegfried Brietzke, Andreas Decker, Stefan Semmler, Wolfgang Mager                   | NDK                                |
| 1975 Nottingham      | Bernd Landvoigt, Jörg Landvoigt          | NDK                               | Jörg Lucke, Wolfgang Gunkel, Bernd Fritsch                         | NDK                       | Siegfried Brietzke, Andreas Decker, Stefan Semmler, Wolfgang Mager                   | NDK                                |
| 1977 Amszterdam      | Vitalij Jeliszejev, Alekszander Kulagin  | Szovjetunió                       | Teodor Mrankov, Dimitar Janakiev, Sztefan Sztojkov                 | Bulgária                  | Siegfried Brietzke, Andreas Decker, Stefan Semmler, Wolfgang Mager                   | NDK                                |
| 1978 Karapiro        | Bernd Landvoigt, Jörg Landvoigt          | NDK                               | Jürgen Pfeiffer, Gert Übeler, Olaf Beyer                           | NDK                       | Vlagyimir Preobrazsenszkij, Nyikolaj Kuznyecov, Valerij Dolinyin, Anatolij Nyemtirev | Szovjetunió                        |
| 1979 Bled            | Bernd Landvoigt, Jörg Landvoigt          | NDK                               | Jürgen Pfeiffer, Gert Übeler, Georg Spohr                          | NDK                       | Siegfried Brietzke, Andreas Decker, Stefan Semmler, Wolfgang Mager                   | NDK                                |
| 1981 München         | Jurij Pimenov, Nyikolaj Pimenov          | Szovjetunió                       | Carmine Abbagnale, Giuseppe Abbagnale, Giuseppe di Capua           | Olaszország               | Alekszej Kamkin, Valerij Dolinyin, Alekszandr Kulagin, Vitalij Jeliszejev            | Szovjetunió                        |
| 1982 Luzern          | Magnus Grepperud, Sverre Löken           | Norvégia                          | Carmine Abbagnale, Giuseppe Abbagnale, Giuseppe di Capua           | Olaszország               | Bruno Saile, Jörg Weitnauer, Hans-Konrad Trümpler, Stefan Netzle                     | Svájc                              |
| 1983 Duisburg        | Carl Ertel, Ulf Sauerbrey                | NDK                               | Ulrich Diessner, Thomas Greiner, Andreas Gregor                    | NDK                       | Norbert Kesslau, Volker Grabow, Jörg Puttlitz, Guido Grabow                          | NSZK                               |
| 1985 Hazewinkel      | Nyikolaj Pimenov, Jurij Pimenov          | Szovjetunió                       | Carmine Abbagnale, Giuseppe Abbagnale, Giuseppe di Capua           | Olaszország               | Norbert Kesslau, Volker Grabow, Guido Grabow, Jörg Puttlitz                          | NSZK                               |
| 1986 Nottingham      | Nyikolaj Pimenov, Jurij Pimenov          | Szovjetunió                       | Andrew Holmes, Steven Redgrave, Patrick Sweeney                    | Nagy-Britannia            | Ted Swinford, Dan Lyons, John Riley, Robert Espeseth                                 | USA                                |
| 1987 Koppenhága      | Andrew Holmes, Steven Redgrave           | Nagy-Britannia                    | Carmine Abbagnale, Giuseppe Abbagnale, Giuseppe di Capua           | Olaszország               | Olaf Förster, Ralf Brudel, Thomas Greiner, Jens Lüdecke                              | NDK                                |
| 1989 Bled            | Thomas Jung, Uwe Kellner                 | NDK                               | Carmine Abbagnale, Giuseppe Abbagnale, Giuseppe di Capua           | Olaszország               | Olaf Förster, Ralf Brudel, Thomas Greiner, Jens Lüdecke                              | NDK                                |
| 1990 Lake Barrington | Thomas Jung, Uwe Kellner                 | NDK                               | Carmine Abbagnale, Giuseppe Abbagnale, Giuseppe di Capua           | Olaszország               | Nicholas Green, Michael McKay, Sam Patten, James Tomkins                             | Ausztrália                         |
| 1991 Bécs            | Steven Redgrave, Matthew Pinsent         | Nagy-Britannia                    | Carmine Abbagnale, Giuseppe Abbagnale, Giuseppe di Capua           | Olaszország               | Nicholas Green, Michael McKay, Andrew Cooper, James Tomkins                          | Ausztrália                         |
| 1993 Racice          | Steven Redgrave, Matthew Pinsent         | Nagy-Britannia                    | Jonathan Searle, Greg Searle, Gary Herbert                         | Nagy-Britannia            | Daniel Fauche, Philippe Lot, Michel Andrieux, Jean-Christophe Rolland                | Franciaország                      |
| 1994 Indianapolis    | Steven Redgrave, Matthew Pinsent         | Nagy-Britannia                    | Igor Boraska, Tihomir Franković, Milan Razov                       | Horvátország              | Walter Molea, Riccardo Dei Rossi, Raffaello Leonardo, Carlo Mornati                  | Olaszország                        |
| 1995 Tampere         | Steven Redgrave, Matthew Pinsent         | Nagy-Britannia                    | Luca Sartori, Giuliano de Stabile, Antonio Cirillo                 | Olaszország               | Walter Molea, Riccardo Dei Rossi, Raffaello Leonardo, Carlo Mornati                  | Olaszország                        |
| 1997 Aiguebelette    | Michel Andrieux, Jean-Christophe Rolland | Franciaország                     | Scott Fentress, Jordan Irvng, Nicholas Anderson                    | USA                       | Matthew Pinsent, Timothy Foster, Steve Redgrave, James Cracknell                     | Nagy-Britannia                     |
| 1998 Köln            | Robert Sens, Detlef Kirchhoff            | Németország                       | Nicholas Green, James Tomkins, Brett Hayman                        | Ausztrália                | James Cracknell, Steve Redgrave, Timothy Foster, Matthew Pinsent                     | Nagy-Britannia                     |
| 1999 St. Catharines  | Drew Ginn, James Tomkins                 | Ausztrália                        | Jim Neil, Philip Henry, Nicholas Anderson                          | USA                       | James Cracknell, Steve Redgrave, Edward Coode, Matthew Pinsent                       | Nagy-Britannia                     |
| 2001 Luzern          | James Cracknell, Mattew Pinsent          | Nagy-Britannia                    | James Cracknell, Matthew Pinsent, Neil Chugani                     | Nagy-Britannia            | Toby Garbett, Stephen Williams, Edward Coode, Richard Dunn                           | Nagy-Britannia                     |
| 2002 Sevilla         | James Cracknell, Mattew Pinsent          | Nagy-Britannia                    | Lars Kirsch, Andreas Werner, Claus Müller-Gattermann               | Németország               | Sebastian Thormann, Paul Dienstbach, Philipp Stüer, Bernd Heidicker                  | Németország                        |
| 2003 Milánó          | Drew Ginn, James Tomkins                 | Ausztrália                        | Matthew Rich, Daniel Beery, Andrew Kelly                           | USA                       | Cameron Baerg, Thomas Herschmiller, Jake Wetzel, Barney Williams                     | Kanada                             |
| 2005 Gifu            | Nathan Twaddle, George Bridgewater       | Új-Zéland                         | Hardy Cubasch, Sam Conrad, Marc Douez                              | Ausztrália                | Steve Williams, Peter Reed, Alex Partridge, Andrew Triggs-Hodge                      | Nagy-Britannia                     |
| 2006 Eton            | Drew Ginn, Duncan Free                   | Ausztrália                        | Nikola Stojić, Jovan Popović, Ivan Ninković                        | Szerbia                   | Steve Williams, Peter Reed, Alex Partridge, Andrew Triggs-Hodge                      | Nagy-Britannia                     |
| 2007 München         | Drew Ginn, Duncan Free                   | Ausztrália                        | Dawid Paczes, Lukasz Kardas, Daniel Trojanowski                    | Lengyelország             | Carl Meyer, James Dallinger, Eric Murray, Hamish Bond                                | Új-Zéland                          |
| 2008 Linz            |                                          |                                   | Gabriel Bergen, James Dunaway, Mark Laidlaw                        | Kanada                    |                                                                                      |                                    |
| 2009 Poznań          | Eric Murray, Hamish Bond                 | Új-Zéland                         |                                                                    |                           | Alex Partridge, Richard Egington, Alex Gregory, Matthew Langridge                    | Nagy-Britannia                     |
| 2010 Karapiro        | Eric Murray, Hamish Bond                 | Új-Zéland                         | Christopher Morgan, Dominic Grimm, David Webster                   | Ausztrália                | Jean-Baptiste Macquet, Germain Chardin, Julien Despres, Dorian Mortelette            | Franciaország                      |
| 2011 Bled            | Eric Murray, Hamish Bond                 | Új-Zéland                         | Vincenzo Capelli, Pierpaolo Frattini, Niccolo Fanchi               | Olaszország               | Matt Langridge, Richard Egington, Tom James, Alex Gregory                            | Nagy-Britannia                     |
| 2012 Plovdiv         | *                                        |                                   | Stanislau Scsarbacsenia, Aljakszandr Kazubouszkj, Pjotr Piatrinics | Fehéroroszország          | *                                                                                    |                                    |
| 2013 Chongju         |                                          |                                   |                                                                    |                           |                                                                                      |                                    |

*: 2012-ben csak a nem olimpiai számokban avattak bajnokot.

### Kormányos négyevezős, nyolcas
| Év, helyszín         | Kormányos négyevezős (M4+)                                                                     | Kormányos négyevezős (M4+) | Nyolcas (M8+)                  | Nyolcas (M8+) |
| 1962 Luzern          | Bernd-Jürgen Marschner, Peter Neusel, Bernhard Britting, Manfred Ross, Jürgen Ölke             | NSZK                       | Német Szövetségi Köztársaság   | NSZK          |
| 1966 Bled            | Hänno Melzer, Horst Bagdonat, Helmut Hänsel, Karl-Heinz Gzeschuchna, Klaus-Dieter Ludwig       | NDK                        | Német Szövetségi Köztársaság   | NSZK          |
| 1970 St. Catharines  | Peter Berger, Hans-Johann Färber, Gerhard Auer, Alois Bierl, Stefan Voncken                    | NSZK                       | Német Demokratikus Köztársaság | NDK           |
| 1974 Luzern          | Andreas Schulz, Rüdiger Kunze, Ulrich Diessner, Walter Diessner, Wolfgang Gross                | NDK                        | Amerikai Egyesült Államok      | USA           |
| 1975 Nottingham      | Vlagyimir Esinyov, Nyikolaj Ivanov, Alekszandr Szema, Alekszandr Klepikov, Alekszandr Lukjanov | Szovjetunió                | Német Demokratikus Köztársaság | NDK           |
| 1977 Amszterdam      | Ulrich Diessner, Gottfried Döhn, Walter Diessner, Dieter Wendisch, Andreas Gregor              | NDK                        | Német Demokratikus Köztársaság | NDK           |
| 1978 Karapiro        | Ulrich Diessner, Gottfried Döhn, Walter Diessner, Dieter Wendisch, Andreas Gregor              | NDK                        | Német Demokratikus Köztársaság | NDK           |
| 1979 Bled            | Ulrich Diessner, Walter Diessner, Jens Doberschütz, Bernd Schlufter, Werner                    | NDK                        | Német Demokratikus Köztársaság | NDK           |
| 1981 München         | Dietmar Schiller, Jörg Friedrich, Bernd Niesecke, Harald Jährling, Klaus-Dieter Ludwig         | NDK                        | Szovjetunió                    | Szovjetunió   |
| 1982 Luzern          | Thomas Greiner, Hans Sennewald, Ulrich Kons, Ulrich Diessner, Andreas Gregor                   | NDK                        | Új-Zéland                      | Új-Zéland     |
| 1983 Duisburg        | Conrad Robertson, Gregory Johnston, Keith Trask, Leslie O'Connell, Brett Hollister             | Új-Zéland                  | Új-Zéland                      | Új-Zéland     |
| 1985 Hazewinkel      | Sziguitasz Kutzsinszkasz, Ivan Viszockij, Vlagyimir Romanizsin, Igor Szotov, Mihail Sasszov    | Szovjetunió                | Szovjetunió                    | Szovjetunió   |
| 1986 Nottingham      | Karsten Schmeling, Bernd Niesecke, Bernd Eichwurzel, Frank Klawonn, Hendrik Reiher             | NDK                        | Ausztrália                     | Ausztrália    |
| 1987 Koppenhága      | Karsten Schmeling, Bernd Niesecke, Bernd Eichwurzel, Frank Klawonn, Hendrik Reiher             | NDK                        | Amerikai Egyesült Államok      | USA           |
| 1989 Bled            | Vasile Tomoiaga, Valentin Robu, Dimitrie Popescu, Vasile Dorel Nastase, Marin Gheorghe         | Románia                    | Német Szövetségi Köztársaság   | NSZK          |
| 1990 Lake Barrington | Marion Grüssel, Stefan Schulz, Detlef Kirchhoff, Bernd Eichwurzel, Hendrik Reiher              | NDK                        | Német Szövetségi Köztársaság   | NSZK          |
| 1991 Bécs            | Bahne Rabe, Armin Eichholz, Armin Weyrauch, Matthias Ungemach, Jörg Dederding                  | Németország                | Németország                    | Németország   |
| 1993 Racice          | Nicolaie Taga, Dorin Alupei, Viorel Talapan, Iulicat Ruican, Marin Gheorghe                    | Románia                    | Németország                    | Németország   |
| 1994 Indianapolis    | Viorel Talapan, Florian Tudor, Valentin Robu, Iulica Ruican, Marin Gheorghe                    | Románia                    | Amerikai Egyesült Államok      | USA           |
| 1995 Tampere         | Ben Holbrook, Porter Collins, James-Scott Munn, Christian Ahrens, Peter Cipollone              | USA                        | Németország                    | Németország   |
| 1997 Aiguebelette    | Laurent Beghin, Bernard Roche, Vincent Maliszewski, Antoine Beghin, Christophe Lattaignant     | Franciaország              | Amerikai Egyesült Államok      | USA           |
| 1998 Köln            | Nicholas Green, Michael McKay, Drew Ginn, James Tomkins, Brett Hayman                          | Ausztrália                 | Amerikai Egyesült Államok      | USA           |
| 1999 St. Catharines  | Garrett Klugh, Thomas Murray, Daniel Protz, Jacob Wetzel, Sean Mulligan                        | USA                        | Amerikai Egyesült Államok      | USA           |
| 2000 Zágráb          | Graham Smith, Stephen Williams, Toby Garbett, Richard Dunn, Alistair Potts                     | Nagy-Britannia             |                                |               |
| 2001 Luzern          | Gilles Bosquet, Vincent Gazan, Vincent Millot, Sideny Chouraqui, Christophe Lattaignant        | Franciaország              | Románia                        | Románia       |
| 2002 Sevilla         | Tom Stallard, Steve Trapmore, Simon Fieldhouse, Kieran West, Christian Cormack                 | Nagy-Britannia             | Kanada                         | Kanada        |
| 2003 Milánó          | Brian McDounough, Matthew Deakin, Jason Flickinger, Lucas McGee, Marcus McElhenny              | USA                        | Kanada                         | Kanada        |
| 2005 Gifu            | Nicolas Podpovitny, Vincent Durupt, Johnatan Mathis, Lionel Jacquiot, Nicolas Majerus          | Franciaország              | Amerikai Egyesült Államok      | USA           |
| 2006 Eton            | Jan-Martin Bröer, Matthias Flach, Philipp Naruhn, Florian Eichner, Martin Sauer                | Németország                | Németország                    | Németország   |
| 2007 München         | Matthew Deakin, Daniel Beery, Samuel Burns, Christophe Liwski, Edmund del Guercio              | USA                        | Kanada                         | Kanada        |
| 2009 Poznań          |                                                                                                |                            | Németország                    | Németország   |
| 2010 Karapiro        |                                                                                                |                            | Németország                    | Németország   |
| 2011 Bled            |                                                                                                |                            | Németország                    | Németország   |
| 2012 Plovdiv         |                                                                                                |                            | *                              |               |
| 2013 Chongju         |                                                                                                |                            |                                |               |

*: 2012-ben csak a nem olimpiai számokban avattak bajnokot.

### Könnyűsúlyú egypár-, kétpár- és négypárevezős
| Év, helyszín         | Egypárevezős (LM1x)   | Egypárevezős (LM1x) | Kétpárevezős (LM2x)                     | Kétpárevezős (LM2x) | Négypárevezős (LM4x)                                                       | Négypárevezős (LM4x) |
| 1974 Luzern          | William Belden        | USA                 |                                         |                     |                                                                            |                      |
| 1975 Nottingham      | Reto Wyss             | Svájc               |                                         |                     |                                                                            |                      |
| 1976 Villach         | Raimund Haberl        | Ausztria            |                                         |                     |                                                                            |                      |
| 1977 Amszterdam      | Reto Wyss             | Svájc               |                                         |                     |                                                                            |                      |
| 1978 Karapiro        | José Antonio Montosa  | Spanyolország       | Pal Bornick, Arne Gilje                 | Norvégia            |                                                                            |                      |
| 1979 Bled            | William Belden        | USA                 | Pal Bornick, Arne Gilje                 | Norvégia            |                                                                            |                      |
| 1980 Hazewinkel      | Christian Wahrlich    | NSZK                | Francesco Esposito, Ruggero Verroca     | Olaszország         |                                                                            |                      |
| 1981 München         | Scott Roop            | USA                 | Francesco Esposito, Ruggero Verroca     | Olaszország         |                                                                            |                      |
| 1982 Luzern          | Raimund Haberl        | Ausztria            | Francesco Esposito, Ruggero Verroca     | Olaszország         |                                                                            |                      |
| 1983 Duisburg        | Bjarne Eltang         | Dánia               | Francesco Esposito, Ruggero Verroca     | Olaszország         |                                                                            |                      |
| 1984 Montréal        | Bjarne Eltang         | Dánia               | Francesco Esposito, Ruggero Verroca     | Olaszország         |                                                                            |                      |
| 1985 Hazewinkel      | Ruggero Verroca       | Olaszország         | Luc Crispon, Thierry Renault            | Franciaország       |                                                                            |                      |
| 1986 Nottingham      | Peter Antinie         | Ausztrália          | Carl Smith, Allan Whitewell             | Nagy-Britannia      |                                                                            |                      |
| 1987 Koppenhága      | Wim van Belleghem     | Belgium             | Enrico Gandola, Giovanni Calabrese      | Olaszország         |                                                                            |                      |
| 1988 Milánó          | Alwin Otten           | NSZK                | Enrico Gandola, Giovanni Calabrese      | Olaszország         |                                                                            |                      |
| 1989 Bled            | Fran Göbel            | Hollandia           | Christoph Schmölzer, Walter Rantasa     | Ausztria            | Peter Uhrig, Jan Fischer, Björn Gehlsen, Thomas Melges                     | NSZK                 |
| 1990 Lake Barrington | Fran Göbel            | Hollandia           | Steve Peterson, Robert Dreher           | USA                 | Francesco Esposito, Massimo Lana, Massimo Guglielmi, Paolo Pittino         | Olaszország          |
| 1991 Bécs            | Niall O'Toole         | Írország            | Kai von Warburg, Michael Buchheit       | Németország         | Simon Burgess, Gary Lynagh, Bruce Hicks, Stephen Hawkins                   | Ausztrália           |
| 1992 Montréal        | Jens Mohr Ernst       | Dánia               | Gary Lynagh, Bruce Hick                 | Ausztrália          | Francesco Esposito, Massimo Lana, Michelangelo Crispi, Massimo Guglielmi   | Olaszország          |
| 1993 Racice          | Peter Haining         | Nagy-Britannia      | Gary Lynagh, Bruce Hick                 | Ausztrália          | Wolfgang Sigl, Gernot Faderbauer, Christoph Schmölzer, Walter Rantansa     | Ausztria             |
| 1994 Indianapolis    | Peter Haining         | Nagy-Britannia      | Francesco Esposito, Michelangelo Crispi | Olaszország         | Wolfgang Sigl, Gernot Faderbauer, Christoph Schmölzer, Walter Rantansa     | Ausztria             |
| 1995 Tampere         | Peter Haining         | Nagy-Britannia      | Michael Gier, Markus Gier               | Svájc               | Wolfgang Sigl, Gernot Faderbauer, Christoph Schmölzer, Walter Rantansa     | Ausztria             |
| 1996, Stratchlyde    | Karsten Nielsen       | Dánia               |                                         |                     | Franco Sancassani, Lorenzo Bertini, Massimo Guglielmi, Paolo Pittino       | Olaszország          |
| 1997 Aiguebelette    | Karsten Nielsen       | Dánia               | Tomasz Kucharski, Robert Sycz           | Lengyelország       | Franco Sancassani, Massimo Guglielmi, Stefano Basalini, Paolo Pittino      | Olaszország          |
| 1998 Köln            | Stefano Basalini      | Olaszország         | Tomasz Kucharski, Robert Sycz           | Lengyelország       | Franco Sancassani, Lorenzo Bertini, Elia Luini, Paolo Pittino              | Olaszország          |
| 1999 St. Catharines  | Karsten Nielsen       | Dánia               | Michelangelo Crispi, Leonardo Pettinari | Olaszország         | Simone Forlani, Daniele Gilardoni, Mauro Baccelli, Franco Sancassani       | Olaszország          |
| 2000 Zágráb          | Michal Vabrousek      | Csehország          |                                         |                     | Kubo Takehiro, Hasze Hitosi, Takeda Daiszaku, Mimoto Kazuaki               | Japán                |
| 2001 Luzern          | Sam Lynch             | Írország            | Elia Luini, Leonardo Pettinari          | Olaszország         | Daniele Gilardoni, Luca Moncada, Mauro Baccelli, Filippo Mannucci          | Olaszország          |
| 2002 Sevilla         | Sam Lynch             | Írország            | Elia Luini, Leonardo Pettinari          | Olaszország         | Emanuele Federici, Daniele Gilardoni, Luca Moncada, Filippo Mannucci       | Olaszország          |
| 2003 Milánó          | Stefano Basalini      | Olaszország         | Elia Luini, Leonardo Pettinari          | Olaszország         | Emanuele Federici, Daniele Gilardoni, Luca Moncada, Filippo Mannucci       | Olaszország          |
| 2004 Banyoles        | Peter Ording          | Németország         |                                         |                     | Franco Sancassani, Alessandro Lodigiani, Daniele Gilardoni, Marcello Miani | Olaszország          |
| 2005 Gifu            | Vaszileosz Polimerosz | Görögország         | Hirling Zsolt, Varga Tamás              | Magyarország        | Gardino Pellolio, Daniele Gilardoni, Luca Moncada, Filippo Mannucci        | Olaszország          |
| 2006 Eton            | Zac Purchase          | Nagy-Britannia      | Mads Rasmussen, Rasmus Quist Hansen     | Dánia               | Gardino Pellolio, Daniele Gilardoni, Luca Moncada, Daniele Danesin         | Olaszország          |
| 2007 München         | Duncan Grant          | Új-Zéland           | Mads Rasmussen, Rasmus Quist Hansen     | Dánia               | Leonardo Pettinari, Daniele Gilardoni, Luca Moncada, Daniele Danesin       | Olaszország          |
| 2008 Linz            | Duncan Grant          | Új-Zéland           |                                         |                     | Franco Sancassani, Daniele Gilardoni, Stefano Basalini, Daniele Danesin    | Olaszország          |
| 2009 Poznań          |                       |                     | Storm Uru, Peter Taylor                 | Új-Zéland           |                                                                            |                      |
| 2010 Karapiro        | Marcello Miani        | Olaszország         | Zac Purchase, Mark Hunter               | Nagy-Britannia      | Jonathan Koch, Lars Wichert, Linus Lichtschlag, Lars Hartig                | Németország          |
| 2011 Bled            | Henrik Stephansen     | Dánia               | Zac Purchase, Mark Hunter               | Nagy-Britannia      | Francesco Rigon, Daniele Gilardoni, Franco Sancassani, Stefano Basalini    | Olaszország          |
| 2012 Plovdiv         | Henrik Stephansen     | Dánia               | *                                       |                     | Adam Sobcak, Mariusz Stanczuk, Artur Mikolajczewski, Milosz Jankowski      | Lengyelország        |
| 2013 Chongju         |                       |                     |                                         |                     |                                                                            |                      |

### Könnyűsúlyú kormányos nélküli két- és négyevezős, nyolcas
| Év, helyszín         | Kétevezős (LM2-)                                  | Kétevezős (LM2-) | Négyevezős (LM4-)                                                          | Négyevezős (LM4-) | Nyolcas (LM8+)               | Nyolcas (LM8+) |
| 1974 Luzern          |                                                   |                  | Campbell Johnstone, Andrew Michelmore, Geoffrey Rees, Colin Smith          | Ausztrália        | Amerikai Egyesült Államok    | USA            |
| 1975 Nottingham      |                                                   |                  | André Picard, André Coupat, Michel Picard, Francis Pelegri                 | Franciaország     | Német Szövetségi Köztársaság | NSZK           |
| 1976 Villach         |                                                   |                  | André Picard, André Coupat, Michel Picard, André Picard                    | Franciaország     | Német Szövetségi Köztársaság | NSZK           |
| 1977 Amszterdam      |                                                   |                  | Francis Pelegri, André Coupat, Michel Picard, André Picard                 | Franciaország     | Nagy-Britannia               | Nagy-Britannia |
| 1978 Karapiro        |                                                   |                  | Pierre Kovacs, Pierre Zentner, Thomas von Weissenfluh, Michael Raduner     | Svájc             | Nagy-Britannia               | Nagy-Britannia |
| 1979 Bled            |                                                   |                  | Ian Wilson, Stuart Wilson, Colin Barratt, Nicholas Howe                    | Nagy-Britannia    | Spanyolország                | Spanyolország  |
| 1980 Hazewinkel      |                                                   |                  | Graham Gardiner, Charles Bartlett, Clyde Hefer, Simon Gillett              | Ausztrália        | Nagy-Britannia               | Nagy-Britannia |
| 1981 München         |                                                   |                  | Graham Gardiner, Charles Bartlett, Clyde Hefer, Simon Gillett              | Ausztrália        | Dánia                        | Dánia          |
| 1982 Luzern          |                                                   |                  | Marco Romano, Daniele Boschin, Paolo Martinelli, Aiese Pasquale            | Olaszország       | Olaszország                  | Olaszország    |
| 1983 Duisburg        |                                                   |                  | Alberto Molina, Luis Moreno, José María de Marco, Juan Altuna              | Spanyolország     | Spanyolország                | Spanyolország  |
| 1984 Montréal        |                                                   |                  | Fernando Molina, José María de Marco, Luis Moreno, Alberto Molina          | Spanyolország     | Dánia                        | Dánia          |
| 1985 Hazewinkel      |                                                   |                  | Alwin Otten, Frank Rogall, Thomas Jäckel, Wolfgang Birkner                 | NSZK              | Olaszország                  | Olaszország    |
| 1986 Nottingham      |                                                   |                  | Franco Pantano, Dario Longhin, Nerio Gainotti, Mauro Torta                 | Olaszország       | Olaszország                  | Olaszország    |
| 1987 Koppenhága      |                                                   |                  | Thomas Palm, Erik Ring, Gerd Meyer, Sebastian Franke                       | NSZK              | Olaszország                  | Olaszország    |
| 1988 Milánó          |                                                   |                  | Mauro Torta, Dario Longhin, Massimo Lana, Nerio Gainotti                   | Olaszország       | Olaszország                  | Olaszország    |
| 1989 Bled            |                                                   |                  | Klaus Altena, Stephan Fahrig, Michael Buchheit, Bernhard Stomporowski      | NSZK              | Olaszország                  | Olaszország    |
| 1990 Lake Barrington |                                                   |                  | Klaus Altena, Stephan Fahrig, Michael Buchheit, Bernhard Stomporowski      | NSZK              | Olaszország                  | Olaszország    |
| 1991 Bécs            |                                                   |                  | Christopher Bates, Carl Smith, Thomas Kay, Toby Hessian                    | Nagy-Britannia    | Olaszország                  | Olaszország    |
| 1992 Montréal        |                                                   |                  | Christopher Bates, Carl Smith, Thomas Kay, Toby Hessian                    | Nagy-Britannia    | Dánia                        | Dánia          |
| 1993 Racice          | Fernando Climent, Fernando Molina                 | Spanyolország    | Christopher Kerber, Jonathan Moss, Thomas Beetham, Matthew Collins         | USA               | Kanada                       | Kanada         |
| 1994 Indianapolis    | Leonardo Pettinari, Carlo Gaddi                   | Olaszország      | Niels Henriksen, Thomas Poulsen, Eskild Ebbesen, Victor Feddersen          | Dánia             | Nagy-Britannia               | Nagy-Britannia |
| 1995 Tampere         | Carlo Grande, Pasquale Marigliano                 | Olaszország      | Andrea Re, Leonardo Pettinari, Ivano Zasio, Carlo Gaddi                    | Olaszország       | Dánia                        | Dánia          |
| 1996 Strathclyde     | Bo Svendsen, Thomas Ebert                         | Dánia            |                                                                            |                   | Németország                  | Németország    |
| 1997 Aiguebelette    | Matthias Binder, Benedikt Schmidt                 | Svájc            | Thomas Ebert, Thomas Poulsen, Eskild Ebbesen, Victor Feddersen             | Dánia             | Ausztrália                   | Ausztrália     |
| 1998 Köln            | Vincent Montabonel, Jean-Christophe Bette         | Franciaország    | Thomas Ebert, Thomas Poulsen, Eskild Ebbesen, Victor Feddersen             | Dánia             | Németország                  | Németország    |
| 1999 St. Catharines  | Stefano Basalini, Paolo Pittino                   | Olaszország      | Thomas Ebert, Thomas Poulsen, Eskild Ebbesen, Victor Feddersen             | Dánia             | Amerikai Egyesült Államok    | USA            |
| 2000 Zágráb          | Ben Storey, Ed Winchester                         | Kanada           |                                                                            |                   | Amerikai Egyesült Államok    | USA            |
| 2001 Luzern          | Gearold Towey, Tony O'Connor                      | Írország         | Sebastian Sageder, Bernd Wakolbinger, Wolfgang Sigl, Martin Koban          | Ausztria          | Franciaország                | Franciaország  |
| 2002 Sevilla         | Christian Raul Yantani Garces, Miguel Angel Cerda | Chile            | Thor Kristensen, Thomas Ebert, Stephan Mølvig, Eskild Ebbesen              | Dánia             | Olaszország                  | Olaszország    |
| 2003 Milánó          | Bo Helleberg, Mads Andersen                       | Dánia            | Thor Kristensen, Thomas Ebert, Stephan Mølvig, Eskild Ebbesen              | Dánia             | Németország                  | Németország    |
| 2004 Banyoles        | Bo Helleberg, Mads Andersen                       | Dánia            |                                                                            |                   | Franciaország                | Franciaország  |
| 2005 Gifu            | Bo Helleberg, Thomas Ebert                        | Dánia            | Franck Solforosi, Jérémy Pouge, Jean-Christophe Bette, Fabien Tilliet      | Franciaország     | Olaszország                  | Olaszország    |
| 2006 Eton            | Ole Rückbrodt, Felix Otto                         | Németország      | Huang Zhongming, Wu Chongkui, Zhang Lin, Tian Jun                          | Kína              | Olaszország                  | Olaszország    |
| 2007 München         | Andrea Caianiello, Armando Aquila                 | Olaszország      | Richard Chambers, James Lindsay-Fynn, Paul Mattick, James Clarke           | Nagy-Britannia    | Hollandia                    | Hollandia      |
| 2008 Linz            | Nikolaosz Gkountulasz, Aposztolosz Gkountulasz    | Görögország      |                                                                            |                   | Amerikai Egyesült Államok    | USA            |
| 2009 Poznań          | Fabien Tilliet, Jean-Christophe Bette             | Franciaország    | Matthias Schömann-Finck, Jost Schömann-Finck, Jochen Kühner, Martin Kühner | Németország       |                              |                |
| 2010 Karapiro        | Fabien Tilliet, Jean-Christophe Bette             | Franciaország    | Richard Chambers, Paul Mattick, Rob Williams, Chris Bartley                | Nagy-Britannia    | Németország                  | Németország    |
| 2011 Bled            | Peter Chambers, Kieren Emery                      | Nagy-Britannia   | Anthony Edwards, Samuel Beltz, Benjamin Cureton, Todd Skipworth            | Ausztrália        | Ausztrália                   | Ausztrália     |
| 2012 Plovdiv         | *                                                 |                  | *                                                                          |                   | Németország                  | Németország    |
| 2013 Chongju         |                                                   |                  |                                                                            |                   |                              |                |

*: 2012-ben csak a nem olimpiai számokban avattak bajnokot.

## Nők

### Egypár-, kétpár- és négypárevezős
| Év, helyszín         | Egypárevezős (W1x)              | Egypárevezős (W1x) | Kétpárevezős (W2x)                               | Kétpárevezős (W2x) | Négypárevezős (W4x)                                                      | Négypárevezős (W4x) |
| 1974 Luzern          | Chrisine Scheiblich             | NDK                | Jelena Antonova, Galina Jermolajeva              | Szovjetunió        |                                                                          |                     |
| 1975 Nottingham      | Chrisine Scheiblich             | NDK                | Jelena Antonova, Galina Jermolajeva              | Szovjetunió        |                                                                          |                     |
| 1977 Amszterdam      | Chrisine Scheiblich             | NDK                | Anke Borchmann, Roswitha Zobelt                  | NDK                |                                                                          |                     |
| 1978 Karapiro        | Chrisine Hahn-Scheiblich        | NDK                | Szvetla Ocetova, Zdravka Jordanova               | Bulgária           |                                                                          |                     |
| 1979 Bled            | Sanda Toma                      | Románia            | Cornelia Linse, Heidi Westphal                   | NDK                |                                                                          |                     |
| 1981 München         | Sanda Toma                      | Románia            | Margarita Kokarevisa, Antonyina Mahina           | Szovjetunió        |                                                                          |                     |
| 1982 Luzern          | Irina Fetyiszova                | Szovjetunió        | Jelena Bratisko, Antonyina Mahina                | Szovjetunió        |                                                                          |                     |
| 1983 Duisburg        | Jutta Hampe                     | NDK                | Jutta Schenk, Martina Schröter                   | NDK                |                                                                          |                     |
| 1985 Hazewinkel      | Cornelia Linse                  | NDK                | Sylvia Schwabe, Martina Schröter                 | NDK                | Kristina Mundt, Jutta Hampe, Birgit Peter, Ramona Balthasar              | NDK                 |
| 1986 Nottingham      | Jutta Hampe                     | NDK                | Sylvia Schwabe, Martina Schröter                 | NDK                | Jana Sorgers, Kerstin Hinze, Birgit Peter, Kerstin Pieloth               | NDK                 |
| 1987 Koppenhága      | Magdalena Georgieva             | Bulgária           | Sztefka Madina, Violeta Ninova                   | Bulgária           | Jana Sorgers, Jutta Hampe, Birgit Peter, Kerstin Pieloth                 | NDK                 |
| 1989 Bled            | Elisabeta Lipa                  | Románia            | Jana Sorgers, Beate Schramm                      | NDK                | Jutta Behrendt, Jana Thieme, Sybille Schmidt, Kathrin Boron              | NDK                 |
| 1990 Lake Barrington | Birgit Peter                    | NDK                | Kathrin Boron, Beate Schramm                     | NDK                | Kerstin Köppen, Sybille Schmidt, Claudia Krüger, Jana Sorgers            | NDK                 |
| 1991 Bécs            | Silken Laumann                  | Kanada             | Kathrin Boron, Beate Schramm                     | Németország        | Kerstin Köppen, Sybille Schmidt, Claudia Krüger, Jana Sorgers            | Németország         |
| 1993 Racice          | Jana Thieme                     | Németország        | Philippa Baker, Brenda Lawson                    | Új-Zéland          | Cao Mianying, Liu Xirong, Zhang Xiuyun, Gu Xiaoli                        | Kína                |
| 1994 Indianapolis    | Trine Hansen                    | Dánia              | Philippa Baker, Brenda Lawson                    | Új-Zéland          | Kristina Mundt, Katrin Rutschow, Jana Sorgers, Kerstin Köppen            | Németország         |
| 1995 Tampere         | Maria Brandin                   | Svédország         | Marnie McBean, Kathleen Heddle                   | Kanada             | Jana Thieme, Katrin Rutschow, Jana Sorgers, Kerstin Köppen               | Németország         |
| 1997 Aiguebelette    | Jekatyerina Hodotovics          | Fehéroroszország   | Kathrin Boron, Meike Evers                       | Németország        | Kathrin Boron, Manuela Lutze, Jana Thieme, Kerstin Kćppen                | Németország         |
| 1998 Köln            | Irina Fedotova                  | Oroszország        | Miriam Batten, Gillian Lindsay                   | Nagy-Britannia     | Kathrin Boron, Manuela Lutze, Christiane Will, Jana Thieme               | Németország         |
| 1999 St. Catharines  | Jekatyerina Karszten-Hodotovics | Fehéroroszország   | Jana Thieme, Kathrin Boron                       | Németország        | Maren Derlien, Meike Evers, Manuela Lutze, Kerstin Kowalski              | Németország         |
| 2001 Luzern          | Katrin Rutschow-Stomporowski    | Németország        | Kathrin Boron, Kerstin Kowalski                  | Németország        | Peggy Waleska, Marita Scholz, Manuela Lutze, Manja Kowalski              | Németország         |
| 2002 Sevilla         | Rumjana Nejkova                 | Bulgária           | Georgina Evers-Swindell, Caroline Evers-Swindell | Új-Zéland          | Peggy Waleska, Marita Scholz, Manuela Lutze, Kerstin el Qalqili-Kowalski | Németország         |
| 2003 Milánó          | Rumjana Nejkova                 | Bulgária           | Georgina Evers-Swindell, Caroline Evers-Swindell | Új-Zéland          | Jane Robinson, Dana Faletic, Kerry Hore, Amber Bradley                   | Ausztrália          |
| 2005 Gifu            | Jekatyerina Karszten-Hodotovics | Fehéroroszország   | Georgina Evers-Swindell, Caroline Evers-Swindell | Új-Zéland          | Rebecca Romero, Sarah Winckless, Frances Houghton, Katherine Grainger    | Nagy-Britannia      |
| 2006 Eton            | Jekatyerina Karszten-Hodotovics | Fehéroroszország   | Liz Kell, Brooke Pratley                         | Ausztrália         | Debbie Flood, Sarah Winckless, Frances Houghton, Katherine Grainger      | Nagy-Britannia      |
| 2007 München         | Jekatyerina Karszten-Hodotovics | Fehéroroszország   | Qin Li, Liang Tian                               | Kína               | Annabel Vernon, Debbie Flood, Frances Houghton, Katherine Grainger       | Nagy-Britannia      |
| 2009 Poznań          | Jekatyerina Karszten-Hodotovics | Fehéroroszország   | Magdalena Fularczyk, Julia Michalska             | Lengyelország      |                                                                          |                     |
| 2010 Karapiro        | Frida Svensson                  | Svédország         | Anna Watkins, Katherine Grainger                 | Nagy-Britannia     | Debbie Flood, Beth Rodford, Frances Houghton, Annabel Vernon             | Nagy-Britannia      |
| 2011 Bled            | Mirka Knapkova                  | Csehország         | Anna Watkins, Katherine Grainger                 | Nagy-Britannia     | Julia Richter, Tina Manker, Stephanie Schiller, Britta Oppelt            | Németország         |
| 2012 Plovdiv         | *                               |                    | *                                                |                    | *                                                                        |                     |
| 2013 Chungju         |                                 |                    |                                                  |                    |                                                                          |                     |

*: 2012-ben csak a nem olimpiai számokban avattak bajnokot.

### Kormányos nélküli két- és négyevezős, nyolcas
| Év, helyszín         | Kormányos nélküli kétevezős (W2–)    | Kormányos nélküli kétevezős (W2–) | Kormányos nélküli négyevezős (W4–)                                      | Kormányos nélküli négyevezős (W4–) | Nyolcas (W8+)                  | Nyolcas (W8+) |
| 1974 Luzern          | Marilena Ghita, Cornelia Neascu      | Románia                           |                                                                         |                                    | Német Demokratikus Köztársaság | NDK           |
| 1975 Nottingham      | Sabine Dähne, Angelika Noack         | NDK                               |                                                                         |                                    | Német Demokratikus Köztársaság | NDK           |
| 1977 Amszterdam      | Sabine Dähne, Angelika Noack         | NDK                               |                                                                         |                                    | Német Demokratikus Köztársaság | NDK           |
| 1978 Karapiro        | Cornelia Bügel, Ute Steindorf        | NDK                               |                                                                         |                                    | Szovjetunió                    | Szovjetunió   |
| 1979 Bled            | Cornelia Bügel, Ute Steindorf        | NDK                               |                                                                         |                                    | Szovjetunió                    | Szovjetunió   |
| 1981 München         | Sigrid Anders, Iris Rudolph          | NDK                               |                                                                         |                                    | Szovjetunió                    | Szovjetunió   |
| 1982 Luzern          | Silvia Fröhlich, Marita Sandig       | NDK                               |                                                                         |                                    | Szovjetunió                    | Szovjetunió   |
| 1983 Duisburg        | Silvia Fröhlich, Marita Sandig       | NDK                               |                                                                         |                                    | Szovjetunió                    | Szovjetunió   |
| 1985 Hazewinkel      | Rodica Arba, Elena Florea            | Románia                           |                                                                         |                                    | Szovjetunió                    | Szovjetunió   |
| 1986 Nottingham      | Rodica Arba, Olga Homeghi            | Románia                           |                                                                         |                                    | Szovjetunió                    | Szovjetunió   |
| 1987 Koppenhága      | Rodica Arba, Olga Homeghi            | Románia                           |                                                                         |                                    | Románia                        | Románia       |
| 1989 Bled            | Kathrin Haacker, Judith Zeidler      | NDK                               | Ute Wagner, Annegret Strauch, Ina Justh, Christiane Harzendorf          | NDK                                | Románia                        | Románia       |
| 1990 Lake Barrington | Stefani Werremeier, Ingeborg Althoff | NSZK                              | Doina Snep, Marioara Curelea, Julia Bobeica, Doina Robu                 | Románia                            | Románia                        | Románia       |
| 1991 Bécs            | Marnie McBean, Kathleen Heddle       | Kanada                            | Kirsten Barnes, Brenda Taylor, Jessica Monroe, Jennifer Doey            | Kanada                             | Kanada                         | Kanada        |
| 1993 Racice          | Christine Gosse, Helène Cortin       | Franciaország                     | Pei Jiayun, Wang Shujuan, Zhou Yaxin, Jing Yanhua                       | Kína                               | Románia                        | Románia       |
| 1994 Indianapolis    | Christine Gosse, Helène Cortin       | Franciaország                     | Elien Meijer, Rita De Jong, Femke Boelen, Muriel van Schilfgaarde       | Hollandia                          | Németország                    | Németország   |
| 1995 Tampere         | Megan Still, Kate Slatter            | Ausztrália                        | Melissa Iverson, Cindy Brooks, Lianne Bennion, Katie Scanlon            | USA                                | Amerikai Egyesült Államok      | USA           |
| 1996 Strathclyde     |                                      |                                   | Emily Dirksen, Sarah Field, Amy Turner, Rosana Zegarra                  | USA                                |                                |               |
| 1997 Aiguebelette    | Emma Robinson, Alison Korn           | Kanada                            | Susan Walker, Alexandra Beever, Elisabeth Henshilwood, Lisa Eyre        | Nagy-Britannia                     | Románia                        | Románia       |
| 1998 Köln            | Emma Robinson, Alison Korn           | Kanada                            | Galina Andrejeva, Nyina Proszkura, Tatjana Szavcsenko, Tatjana Feszenko | Ukrajna                            | Románia                        | Románia       |
| 1999 St. Catharines  | Emma Robinson, Theresa Luke          | Kanada                            | Marina Sznak, Julija Bicsik, Alena Mikulics, Volha Tracevszkaja         | Fehéroroszország                   | Románia                        | Románia       |
| 2001 Luzern          | Georgeta Damian, Viorica Susanu      | Románia                           | Jane Robinson, Julia Wilson, Joanna Lutz, Victoria Roberts              | Ausztrália                         | Ausztrália                     | Ausztrália    |
| 2002 Sevilla         | Georgeta Andrunache, Viorica Susanu  | Románia                           | Kristina Larsen, Jodi Winter, Rebecca Sattin, Victoria Roberts          | Ausztrália                         | Amerikai Egyesült Államok      | USA           |
| 2003 Milánó          | Katherine Grainger, Catherine Bishop | Nagy-Britannia                    | Liane Malcos, Whitney Webber, Caryn Davies, Wendy Wilbur                | USA                                | Németország                    | Németország   |
| 2004 Banyoles        |                                      |                                   | Marjolaine Rossit, Celia Foulon, Audrey Galy, Marie le Nepvou           | Franciaország                      |                                |               |
| 2005 Gifu            | Juliette Haigh, Nicky Coles          | Új-Zéland                         | Robyn Selby-Smith, Emily Martin, Pauline Frasca, Kate Hornsey           | Ausztrália                         | Ausztrália                     | Ausztrália    |
| 2006 Eton            | Darcy Marquardt, Jane Rumball        | Kanada                            | Robyn Selby-Smith, Jo Lutz, Amber Bradley, Kate Hornsey                 | Ausztrália                         | Amerikai Egyesült Államok      | USA           |
| 2007 München         | Julija Bicsik, Natalja Helak         | Fehéroroszország                  | Portia Johnson, Erin Cafaro, Rachel Jeffers, Megan Dirkmaat             | USA                                | Amerikai Egyesült Államok      | USA           |
| 2008 Linz            |                                      |                                   | Volga Scsarbacsenja, Natalja Helak, Julija Bicsik, Ganna Nahajeva       | Fehéroroszország                   |                                |               |
| 2009 Poznań          | Zsuzsanna Francia, Erin Cafaro       | USA                               | Chantal Achterberg, Nienke Kingma, Carline Bouw, Femke Dekker           | Hollandia                          | Amerikai Egyesült Államok      | USA           |
| 2010 Karapiro        | Juliette Haigh, Rebecca Scown        | Új-Zéland                         | Chantal Achterberg, Nienke Kingma, Carline Bouw, Femke Dekker           | Hollandia                          | Amerikai Egyesült Államok      | USA           |
| 2011 Bled            | Juliette Haigh, Rebecca Scown        | Új-Zéland                         | Sarah Zelenka, Kara Kohler, Emily Regan, Sara Hendershot                | USA                                | Amerikai Egyesült Államok      | USA           |
| 2012 Plovdiv         | *                                    |                                   | *                                                                       |                                    | *                              |               |
| 2013 Chungju         |                                      |                                   |                                                                         |                                    |                                |               |

*: 2012-ben csak a nem olimpiai számokban avattak bajnokot.

### Könnyűsúlyú egypár-, kétpár- és négypárevezős
| Év, helyszín         | Egypárevezős (LW1x)  | Egypárevezős (LW1x) | Kétpárevezős (LW2x)                    | Kétpárevezős (LW2x) | Négypárevezős (LW4x)                                                  | Négypárevezős (LW4x) |
| 1985 Hazewinkel      | Adair Ferguson       | Ausztrália          | Lin Clark, Beryl Crockford             | Nagy-Britannia      |                                                                       |                      |
| 1986 Nottingham      | Mara Sava            | Románia             | Lin Clark, Beryl Crockford             | USA                 |                                                                       |                      |
| 1987 Koppenhága      | Mara Sava            | Románia             | Janice Mason, Heather Mattin           | Kanada              |                                                                       |                      |
| 1988 Milánó          | Kris Karlson         | USA                 | Laurien Vermulst, Ellen Meliesie       | Hollandia           |                                                                       |                      |
| 1989 Bled            | Kris Karlson         | USA                 | Cary Beth Sands, Kris Karlson          | USA                 |                                                                       |                      |
| 1990 Lake Barrington | Mette Bloch Jensen   | Dánia               | Ulla Jensen, Regitze Siggaard          | Dánia               |                                                                       |                      |
| 1991 Bécs            | Philippa Baker       | Új-Zéland           | Christiane Weber, Claudia Waldi        | Németország         |                                                                       |                      |
| 1992 Montréal        | Mette Bloch Jensen   | Dánia               | Christiane Weber, Claudia Waldi        | Németország         |                                                                       |                      |
| 1993 Racice          | Michelle Darvill     | Kanada              | Wendy Wiebe, Colleen Miller            | Kanada              |                                                                       |                      |
| 1994 Indianapolis    | Constanta Pipota     | Románia             | Wendy Wiebe, Colleen Miller            | Kanada              |                                                                       |                      |
| 1995 Tampere         | Rebecca Joyce        | Ausztrália          | Wendy Wiebe, Colleen Miller            | Kanada              |                                                                       |                      |
| 1997 Aiguebelette    | Sarah Garner         | USA                 | Michelle Darwill, Angelika Brand       | Németország         | Christiane Brand, Nicole Faust, Christiane Morawietz, Gunda Reimers   | Németország          |
| 1998 Köln            | Pia Vogel            | Svájc               | Christine Collins, Sarah Garner        | USA                 | Valerie Viehoff, Anja Kleinz, Nicole Faust, Christiane Morawietz      | Németország          |
| 1999 St. Catharines  | Pia Vogel            | Svájc               | Constanta Burcica, Camelia Macoviciuc  | Románia             | Molly Brock, Sara Den Besten, Angela Cummins, Sherri Kiklas           | USA                  |
| 2000 Zágráb          | Laila Finska-Bezerra | Finnország          |                                        |                     | Maja Darmstadt, Michelle Darvill, Karin Stephan, Anna Kleinz          | Németország          |
| 2001 Luzern          | Sinead Jennings      | Írország            | Janet Radünzel, Claudia Blasberg       | Németország         | Catriona Roach, Sally Causby, Amber Halliday, Josephine Lips          | Ausztrália           |
| 2002 Sevilla         | Viktorija Dimitrova  | Bulgária            | Sally Causby, Amber Halliday           | Ausztrália          | Zita van der Walle, Marguerite Houston, Miranda Bennett, Hannah Every | Ausztrália           |
| 2003 Milánó          | Fiona Milne          | Kanada              | Marie-Louise Dräger, Claudia Blasberg  | Németország         | Li Quan, Deng Yanping, Tan Meiyun, Zhou Weijuan                       | Kína                 |
| 2004 Banyoles        | Nina Gäsler          | Németország         |                                        |                     | Wang Yanni, Deng Yanping, Tan Meiyun, Zhou Weijuan                    | Kína                 |
| 2005 Gifu            | Marit van Eupen      | Hollandia           | Daniela Reimer, Marie-Louise Dräger    | Németország         | Tracy Cameron, Mara Jones, Elizabeth Urbach, Melanie Kok              | Kanada               |
| 2006 Eton            | Marit van Eupen      | Hollandia           | Xu Dongxiang, Yan Shimin               | Kína                | Yu Hua, Chen Haixia, Fan Xuefei, Liu Jing                             | Kína                 |
| 2007 München         | Marit van Eupen      | Hollandia           | Marguerite Houston, Amber Halliday     | Ausztrália          | Bronwen Watson, Miranda Bennett, Alice McNamara, Tara Kelly           | Ausztrália           |
| 2008 Linz            | Pamela Weisshaupt    | Svájc               |                                        |                     | Ingrid Fenger, Bronwen Watson, Miranda Bennett, Alice McNamara        | Ausztrália           |
| 2009 Poznań          |                      |                     | Krisztina Giazicidu, Alekszandra Ciavu | Görögország         |                                                                       |                      |
| 2010 Karapiro        | Marie-Louise Dräger  | Németország         | Lindsay Jennerich, Tracy Cameron       | Kanada              | Lena Müller, Daniela Reimer, Anja Noske, Marie-Louise Dräger          | Németország          |
| 2011 Bled            | Alexandra Ciávu      | Görögország         |                                        |                     | Magdalena Kemnitz, Jaclyn Halko, Agnieszka Renc, Weronika Deresz      | Lengyelország        |
| 2012 Plovdiv         |                      |                     |                                        |                     |                                                                       |                      |
| 2013 Chungju         |                      |                     |                                        |                     |                                                                       |                      |

### Megszűnt versenyszámok
| Év, helyszín         | Kormányos négypárevezős                                                                         | Kormányos négypárevezős | Kormányos négyevezős                                                                                     | Kormányos négyevezős | Könnyűsúlyú kormányos nélküli kétevezős | Könnyűsúlyú kormányos nélküli kétevezős | Könnyűsúlyú kormányos nélküli négyevezős                      | Könnyűsúlyú kormányos nélküli négyevezős |
| 1974 Luzern          | Roswietha Reichel, Ursula Wagner, Jutta Lau, Sybille Tietze, Liane Weigelt                      | NDK                     | Rosel Nitsche, Angelika Noack, Renate Schlenzig, Sabine Dähne, Christa Karnath                           | NDK                  |                                         |                                         |                                                               |                                          |
| 1975 Nottingham      | Roswietha Reichel, Ursula Unger, Jutta Lau, Anke Grünberg, Liane Weigelt                        | NDK                     | Helma Lehmann, Henrietta Dobler, Dagmar Bauer, Irina Müller, Sabine Brincker                             | NDK                  |                                         |                                         |                                                               |                                          |
| 1977 Amszterdam      | Sabine Gust, Petra Boester, Viola Kowalschek, Sybille Tietze, Elke Rost                         | NDK                     | Bärbel Bendiks, Katja Rothe, Ilona Richter, Marion Rohs, Marina Wilke                                    | NDK                  |                                         |                                         |                                                               |                                          |
| 1978 Karapiro        | Rumeliana Boncseva, Anka Bakova, Roszica Szpaszova, Doloresz Nakova, Anka Jeftimova             | Bulgária                | Kersten Neisser, Angelika Noack, Marita Sandig, Ute Skorupski, Kirsten Wenzel                            | NDK                  |                                         |                                         |                                                               |                                          |
| 1979 Bled            | Roswitha Zobelt, Jutta Lau, Christine Röpke, Sybille Tietze, Liane Buhr                         | NDK                     | Szvetlana Szemjonova, Galina Sztyepanova, Valentyina Szemjonova, Marija Fagyejeva, Nyina Zseremiszina    | Szovjetunió          |                                         |                                         |                                                               |                                          |
| 1981 München         | Tatjana Danilova, Olga Kaszpina, Jelena Slopceva, Larisza Popova, Marija Szemszkova-Korotkova   | Szovjetunió             | Raisza Doligojada, Szvetlana Szemjonova, Marina Sztudnyeva, Olga Pivovarova, Nyina Zseremiszina          | Szovjetunió          |                                         |                                         |                                                               |                                          |
| 1982 Luzern          | Larisza Popova, Jelena Slopceva, Olga Kaszpina, Tatjana Bazskatova, Marija Szemszkova-Korotkova | Szovjetunió             | Szvetlana Szemjonova, Valentyina Szemjonova, Galina Sztyepanova, Larisza Szavarszina, Nyina Zseremiszina | Szovjetunió          |                                         |                                         |                                                               |                                          |
| 1983 Duisburg        | Larisza Popova, Jelena Slopceva, Olga Kaszpina, Tatjana Bazskatova, Marija Szemszkova-Korotkova | Szovjetunió             | Carola Miseler, Sigrid Anders, Iris Rudolph, Claudia Noack, Carola Richter                               | NDK                  |                                         |                                         |                                                               |                                          |
| 1985 Hazewinkel      |                                                                                                 |                         | Kerstin Spittler, Jutta Abromeit, Carola Lichey, Steffi Götzelt, Daniela Neunast                         | NDK                  |                                         |                                         | Monik Wolf, Sonja Petri, Claudia Engels, Evelyn Herwegh       | NSZK                                     |
| 1986 Nottingham      |                                                                                                 |                         | Doina Balan, Marioara Trasca, Chira Stoean, Lucia Toader, Józsa Ibolya                                   | Románia              |                                         |                                         | Carolyn Mehaffey, Sandy Kendall, Mandi Kowal, Ann Martin      | USA                                      |
| 1987 Koppenhága      |                                                                                                 |                         | Marioara Trasca, Veronica Necula, Lucia Toader, Adriana Chelariu, Ecaterina Oancia                       | Románia              |                                         |                                         | Sandy Kendall, Lindsay Burns, Angie Herron, Mandy Kowal       | USA                                      |
| 1989 Bled            |                                                                                                 |                         | |                      |                                         |                                         | Liang Sanmei, Zheng Meilan, Zhang Huajie, Lin Zhiai           | Kína                                     |
| 1990 Lake Barrington |                                                                                                 |                         | |                      |                                         |                                         | Rachel Starr, Jill Blois, Diana Sinnige, Colleen Miller       | Kanada                                   |
| 1991 Bécs            |                                                                                                 |                         | |                      |                                         |                                         | Liang Sanmei, Li Fei, Ou Shaoyan, Liao Xiaoli                 | Kína                                     |
| 1992 Montréal        |                                                                                                 |                         | |                      |                                         |                                         | Deirdre Fraser, Virginia Lee, Elizabeth Moller, Minnie Cade   | Ausztrália                               |
| 1993 Racice          |                                                                                                 |                         | |                      |                                         |                                         | Alison Brownless, Jane Hall, Annamarie Dryden, Tonia Williams | Nagy-Britannia                           |
| 1994 Indianapolis    |                                                                                                 |                         | |                      |                                         |                                         | Charlotte Hollings, Lina Muri, Christine Smith, Danika Harris | USA                                      |
| 1995 Tampere         |                                                                                                 |                         | |                      | Christine Smith, Ellen Minzner          | USA                                     | Whitney Post, Barbara Byrme, Linda Muri, Sara Simmons         | USA                                      |
| 1996 Strathclyde     |                                                                                                 |                         | |                      | Christine Smith, Ellen Minzner          | USA                                     | Zhong Aifang, Liu Bili, Liu Meiling, Wang Fang                | Kína                                     |
| 1997 Aiguebelette    |                                                                                                 |                         | |                      | Eliza Blair, Justin Joyce               | Ausztrália                              |                                                               |                                          |
| 1998 Köln            |                                                                                                 |                         | |                      | Juliet Machan, Joanna Nitsch            | Nagy-Britannia                          |                                                               |                                          |
| 1999 St. Catharines  |                                                                                                 |                         | |                      | Rachel Anderson, Linda Muri             | USA                                     |                                                               |                                          |
| 2000,                |                                                                                                 |                         | |                      | Malindi Myers, Miriam Taylor            | Nagy-Britannia                          |                                                               |                                          |
| 2001 Luzern          |                                                                                                 |                         | |                      | Sarah Birch, Jo Nitsch                  | Írország                                |                                                               |                                          |
| 2002 Sevilla         |                                                                                                 |                         | |                      | Naomi Ashcroft, Leonie Barron           | Nagy-Britannia                          |                                                               |                                          |
| 2003 Milánó          |                                                                                                 |                         | |                      | Elena Scurtu, Liliana Niga              | Románia                                 |                                                               |                                          |